# Избранникам русского народа
«Избра́нникам ру́сского наро́да» («Ги́мн Свобо́дной Росси́и», «Избра́нникам Росси́и», «Де́ятелям ду́мы», «Ги́мн Госуда́рственной ду́мы») — гимн для хора и оркестра, прославляющий депутатов первой Государственной думы Российской империи. Композитор Александр Глазунов, стихи Николая Соколова.

## Текст гимна
Вам, избранникам народа,
Русь челом бьёт до земли!
Вольной волюшки желанной
Вы нам знамя принесли.
Долг священный, долг высокий
Шлёт вас Родина свершить —
Путь широкий обновленья
Ей открыть и освятить.
Знаньем, правдою засеять
Света ждавшие поля…
Да воспрянет к жизни новой
Днесь свободная земля!

## История

### Появление гимна (1906)
9 января 1906 года антиправительственный сатирический журнал «Пулемёт» объявил конкурс на новый русский революционный гимн взамен «Марсельезы». Редактор журнала Николай Шебуев пригласил в жюри А. И. Зилоти, А. К. Глазунова, А. К. Лядова и Н. А. Римского-Корсакова. Глазунов решил сам принять участие в конкурсе и начал создавать наброски гимна. Однако конкурс так и не состоялся, так как вскоре Шебуева заключили в Петропавловскую крепость, а журнал запретили.

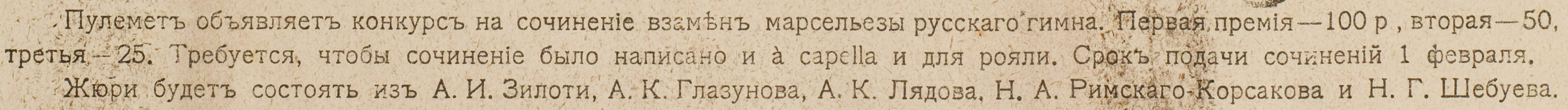
Текст объявления в журнале «Пулемёт», № 5, 1906

1 марта 1906 года, когда прошли выборы в первую Государственную думу Российской империи, к Глазунову пришёл цензор Петербургского цензурного комитета Николай Соколов, который иногда «баловался стихами», и принёс текст гимна, посвящённого депутатам. Глазунов на основе мелодии, которая предназначалась для «революционного гимна», начал писать новый торжественный гимн для хора и оркестра, назвав его «Гимном Свободной России». Уже 10 марта 1906 года в «Русской музыкальной газете» появилось сообщение о том, что А. К. Глазунов «набросал эскиз нового гимна».
Гимн впервые был опубликован 27 апреля 1906 года на первой странице газеты «Двадцатый век» (№ 30) (выходившей вместо закрытой газеты «Русь») в день открытия Первой Государственной Думы Российской империи. Название гимна «Избранникам русского народа» было дано редакцией газеты.
Первые дни после публикации гимн широко обсуждался в обществе. Его даже в шутку называли «новым „Боже, царя храни“». Лев Толстой, которому сыграл этот гимн его сын — композитор С. Л. Толстой, крайне низко оценил произведение, сказав, что в нём «нет музыкального вдохновения».
О публичных исполнениях гимна информации довольно мало. Так, например, известно, что уже 1 мая 1906 года в Кишинёве на публичном акте выпуска музыкальной школы гимн был исполнен в переложении В. Гутора для голоса и фортепиано певицей А. А. Виколовой-Клозе. Гимн был воспринят слушателями как политический протест: он был прослушан стоя и по просьбе публики повторен. Также известно, что гимн исполнялся на «Исторических русских концертах» (Париж, 1907), но без особого успеха.
Популярным гимн не стал и через некоторое время после публикации он оказался практически забыт. Его, как правило, лишь упоминали в общих списках произведений Александра Глазунова, а если и давали ему какую-либо характеристику, то лишь вскользь, называя произведением, которое «не представляет интереса ни по тексту, ни по музыке».

### Второе рождение гимна (1993)
В 1993 году в Государственном музее политической истории России при подготовке выставки, посвящённой Государственной думе Российской империи, была обнаружена партитура гимна «Избранникам русского народа». Сотрудники музея организовали запись его исполнения детским хором Специальной музыкальной школы при Санкт-Петербургской консерватории в сопровождении органа. Данная фонограмма стала «визитной карточкой» выставки.

### Исполнение гимна в Государственной думе (2013)
26 апреля 2013 года председатель Государственной Думы РФ Сергей Нарышкин подарил депутатам диск с записью гимна 1993 года, а также публично обратился с просьбой к певцу и депутату Иосифу Кобзону записать своё исполнение, так как это «будет символично». Вскоре гимн был записан в исполнении Кобзона и хора Ансамбля песни и пляски МВД России и 11 июня 2013 года он прозвучал на пленарном заседании Государственной думы. Гимн депутаты слушали стоя. Данная церемония была показана в прямом эфире по телеканалу «Россия-24».
Гимн «Избранникам русского народа» стал предметом обсуждения и насмешек в СМИ и блогосфере. Наиболее активно обсуждались начальные строфы гимна («Вам, избранникам народа Русь челом бьёт до земли! / Вольной волюшки желанной Вы нам знамя принесли»), а также личность их автора — цензора Николая Соколова. Наибольший же резонанс вызвало обнаружение блогерами сходства музыки гимна А. К. Глазунова с музыкой Й. Гайдна 1797 года, на которую был написан гимн Германии «Песнь немцев» (более известный в России как «Deutschland über alles»). Однако Иосиф Кобзон выразил сомнение, что Глазунов мог «списывать гимны Германии». Российский музыковед Леонид Гаккель также усомнился в схожести музыки: «Это какой-то бред. Глазунов, переписывающий гимн Гайдна — абсолютно невероятная ситуация». Тем не менее необходимо отметить, что для творчества Глазунова действительно характерно создание парафразов гимнов различных государств. Так, например, известны его парафразы гимнов России, Сербии, Черногории, Франции, Англии, Бельгии и Японии.

## Оценка гимна
- Николай Римский-Корсаков (композитор; 1906 г.): «Видно, уж нельзя сочинить истинно народного гимна, раз даже такой талант, как Александр Константинович, ничего особенного не сумел написать!»[28].
- Лев Толстой (писатель; 1906 г.): «Нет музыкального вдохновения»[8]
- Владимир Стасов (музыкальный критик; 1906 г.): «Посылаю „XX век“, где напечатан „Гимн“ (новые „Боже царя храни“) Глазунова, может быть, ты ещё не видал и не слыхал? По-моему — недурно, даже хорошо, торжественно и красиво, но… 2 такта в середине и 2 такта близко к концу — приклеены понапрасну и портят дело!»[7].
- Моисей Янковский (музыкальный критик; 1959 г.): «В отличие от „Эй, ухнем!“ новое произведение не представляет интереса ни по тексту, ни по музыке и выразительно показывает силу либеральных иллюзий, которыми питался, подобно многим представителям русской интеллигенции, Глазунов после „манифеста 17 октября“»[10].
- Борис Котляров (музыкальный критик; 1982 г.): «В условиях реакции того времени выбор подобного произведения носил характер политического протеста»[9].
- Сергей Нарышкин (председатель Госдумы РФ; 2013 г.): «Гимн „Избранникам России“ — был таким своеобразным даром наших выдающихся деятелей культуры. Его музыка написана в лучших традициях отечественной классической школы, а возвышенный текст напоминает нам о неразрывной связи с нашим прошлым, о ценностях свободы и демократии, о преемственности отечественных парламентских традиций»[29][30].
- Иосиф Кобзон (певец, депутат Госдумы РФ; 2013 г.): «Как профессионал я не в восторге от этой музыки. Это имеет чисто символическое историческое значение, поэтому я взялся за это. Это какая-то веха»[31].
- Владимир Бурматов (депутат Госдумы РФ; 2013 г.): «Заседание Думы сегодня началось с исполнения Кобзоном гимна „Избранникам русского народа“. Сфоткал себе текст, буду учить»[32].
- Сергей Доренко (журналист; 2013 г.): «Вот, вопрос по тексту. Лучший текст, если рассудить. Смотрите. Мизансцена в том, что Кобзон посетил русский народ. Народ будто стоит на одном берегу речушки, а на другом берегу будто стоят депутаты. И Кобзон будто возвращается к депутатам мосточком там или заливными лугами. И они ему хором кричат: „Кобзон, Кобзон! Что делает Русь?“. И он отвечает: „Бьёт! Русь бьёт!“. „Чем она бьёт?“ — спрашивают депутаты. „Бьёт лбом“. Ведь чело — это лоб, как я понимаю. А депутаты спрашивают: „А об что Русь колотит лбом?“. Кобзон отвечает: „Об землю! Россия лупится лбом об землю. Лупится беспощадно“. Депутаты тут не обеспокоены, хотя любой бы обеспокоился, и они такие спрашивают: „Кому? Кому она лупится лбом об землю?“. А Кобзон: „Вам!“. Заметьте, ни одного вопроса „Зачем?“, ни одного вопроса „За что?“. Вот за что Русь лупится лбом об землю, завидев депутатов? Не-не-не. Ни секунды нет таких вопросов»[19].
- Владимир Новиков (литературный критик; 2013 г.): «Тут перед нами классический случай клинической графомании. […] Безвкусица шибает в нос с первых строк. […] Ударное слово „бьёт“ поставлено там, где по ритму четырехстопного хорея должен быть безударный слог. Получается какофония. И по смыслу: „бить челом“ — означает просить, а не кланяться в знак почтения и уважения. По логике парламентаризма избиратели делегируют депутатам полномочия, дают наказы. А не справятся — так и отозвать могут. Челобитье здесь решительно не при чем. […] Автор образован, владеет славянизмами — вроде слова „днесь“. Но вставляет его в строку так, что сразу видно: этому стихотворцу медведь на ухо сильно наступил»[33].
- Анатолий Лысков (член Совета Федерации, 2018 г.) предложил убрать из гимна фразу «Вам, избранникам народа, Русь челом бьет до земли», так как «нынешний этап истории верхней палаты характеризуется повышенным вниманием к законодательной защите прав человека»[34].